# Sherlock Yack - Zoo Detective
Sherlock Yack - Zoo Detective (Sherlock Yack - Zoo-Détective) è una serie d'animazione francese per bambini del 2011 prodotta da Mondo TV in coproduzione con TF1 e ZDF Enterprises, adattamento di una serie di racconti di Michel Amnelin.

## Trama
Sherlock Yack e la sua assistente Hermione indagano su dei crimini commessi all'interno di uno zoo.

## Personaggi e doppiatori
| Personaggio    | Doppiatore francese | Doppiatore italiano |
| -------------- | ------------------- | ------------------- |
| Sherlock Yack  | Martial Le Minoux   | Marco Balzarotti    |
| Hermione       | Céline Melloul      | Renata Bertolas     |
| Maestro Condor | Thierry Kazazian    | Antonio Paiola      |
| Dottor Beaky   | Martial Le Minoux   |                     |